# Bahnhof Antwerpen-Centraal

Der Bahnhof Antwerpen-Centraal (niederländisch Antwerpen-Centraal, französisch Anvers-Central) ist ein Bahnhof der NMBS/SNCB in Antwerpen (Belgien). Der ehemalige Kopfbahnhof wird täglich von etwa 540 Zügen befahren. Die Verbindungen gehen u. a. bis nach Rotterdam (– Amsterdam), Gent (– Kortrijk), Brügge (– Ostende), Brüssel, Lüttich, Neerpelt und Puurs. Der Bahnhof liegt am Koningin Astridplein östlich der Antwerpener Altstadt, unmittelbar neben dem Zoo.

## Geschichte
Der erste Bahnhof Borgerhout war die Endstation der am 3. Juni 1836 eröffneten Bahnlinie Mechelen–Antwerpen. 1843 wurde die Strecke zum Bahnhof Antwerpen-Dokken en Stapelplaatsen am Hafen verlängert, wo auch die Bahnstrecke Richtung Deutschland (Eiserner Rhein) begann. 1854 ersetzte ein neues Gebäude das hölzerne Empfangsgebäude, und der Bahnhof Borgerhout erhielt die Bezeichnung Antwerpen-Oost.
1873 wurde der Bahnhof wieder zum Kopfbahnhof zurückgebaut, weil der zunehmende Verkehr in Richtung Niederlande nicht länger ebenerdig durch die belebte Stadt geführt werden konnte. Im Osten wurde eine Umfahrung auf einem Damm gebaut.

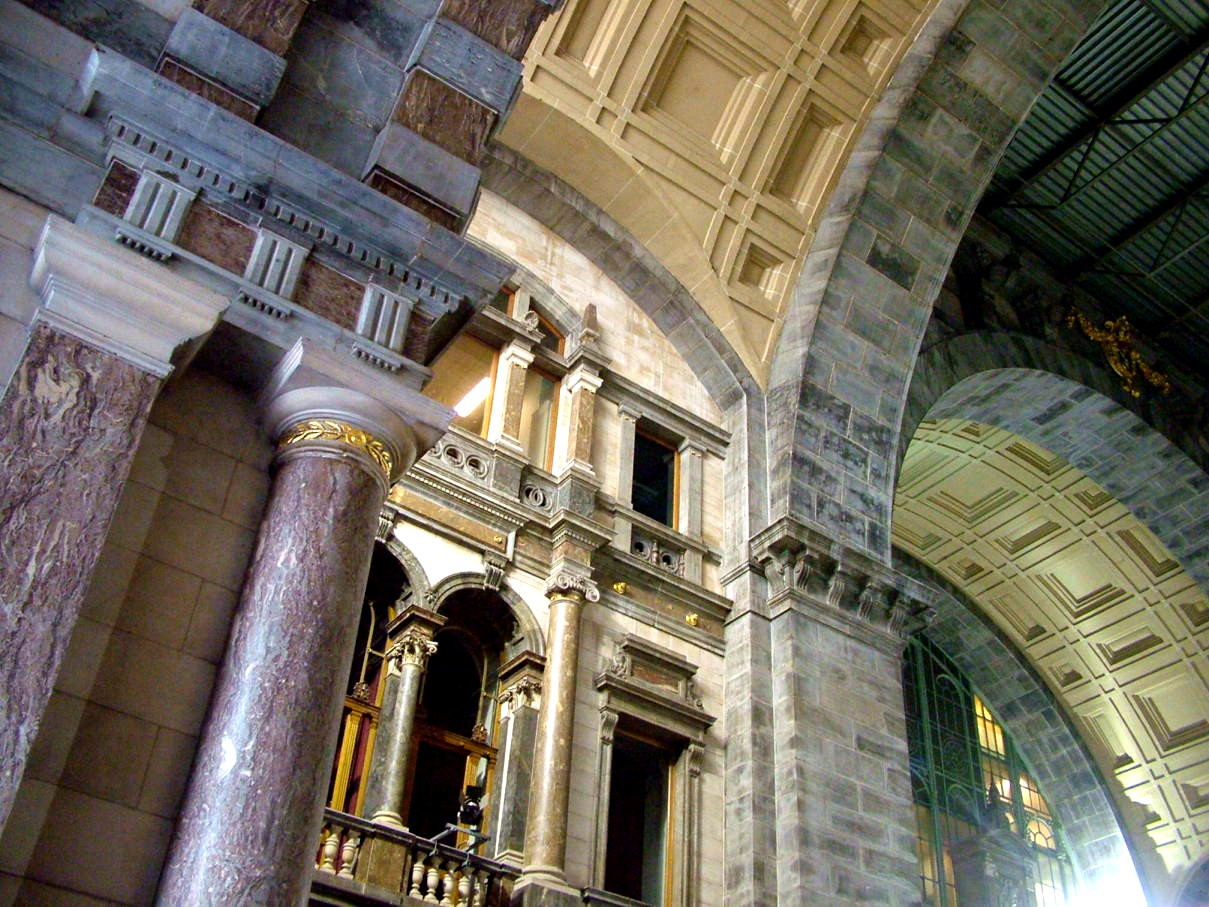
Im alten Hauptgebäude, 2007

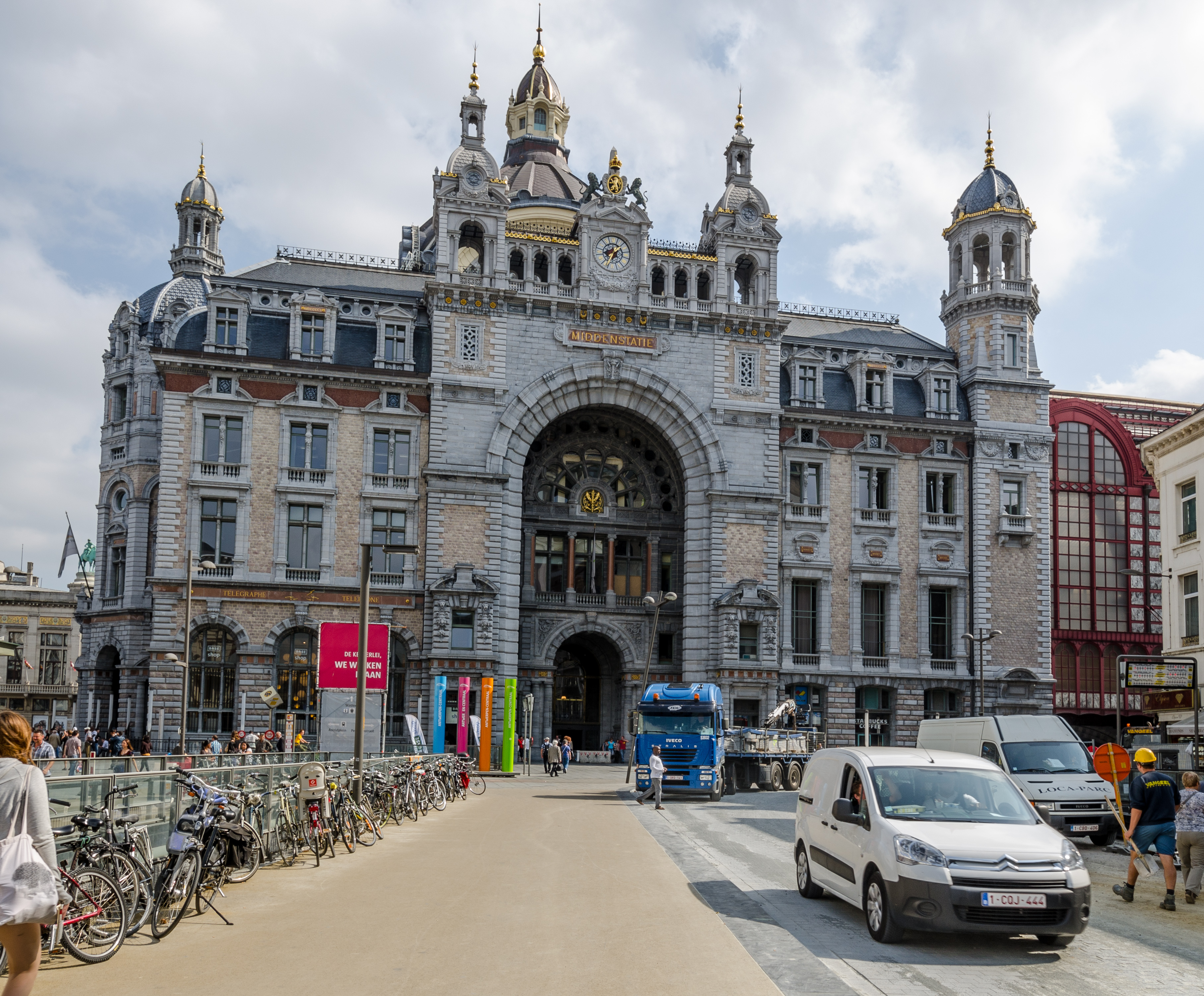
Westansicht des Empfangsgebäudes

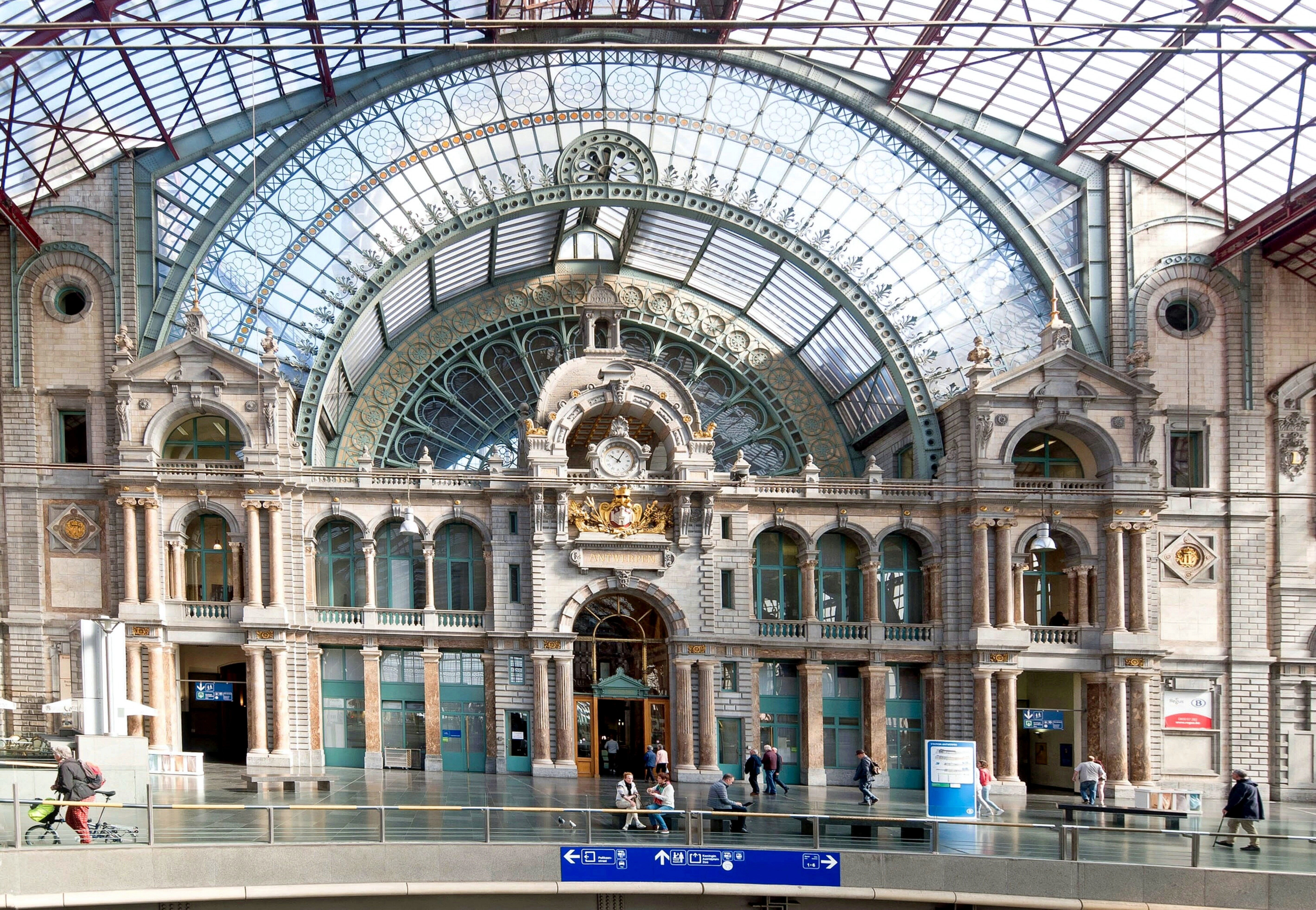
Schauseite des Empfangsgebäudes zu den Bahnsteigen

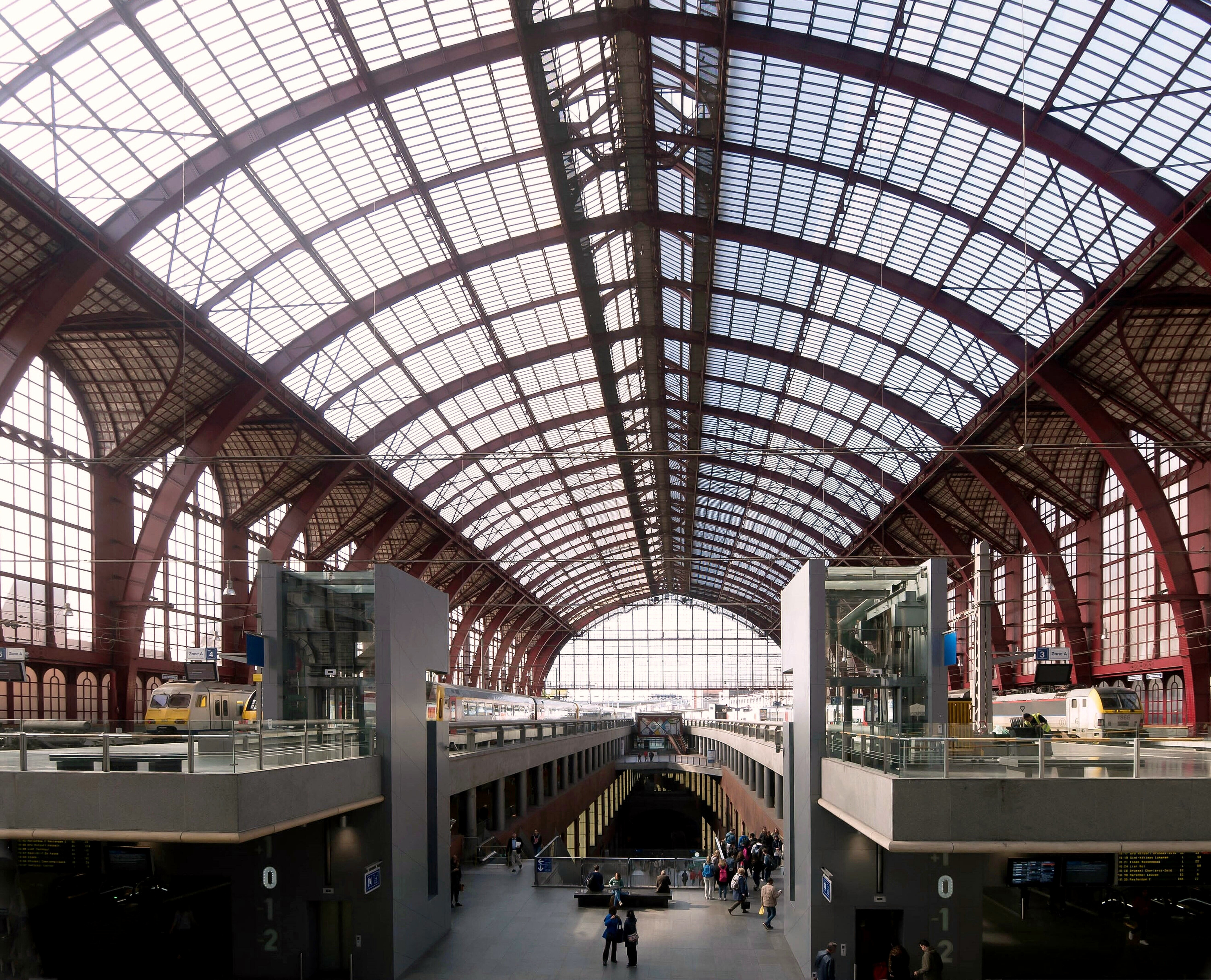
Symmetrie in Stahl und Glas: die große Bahnhofshalle

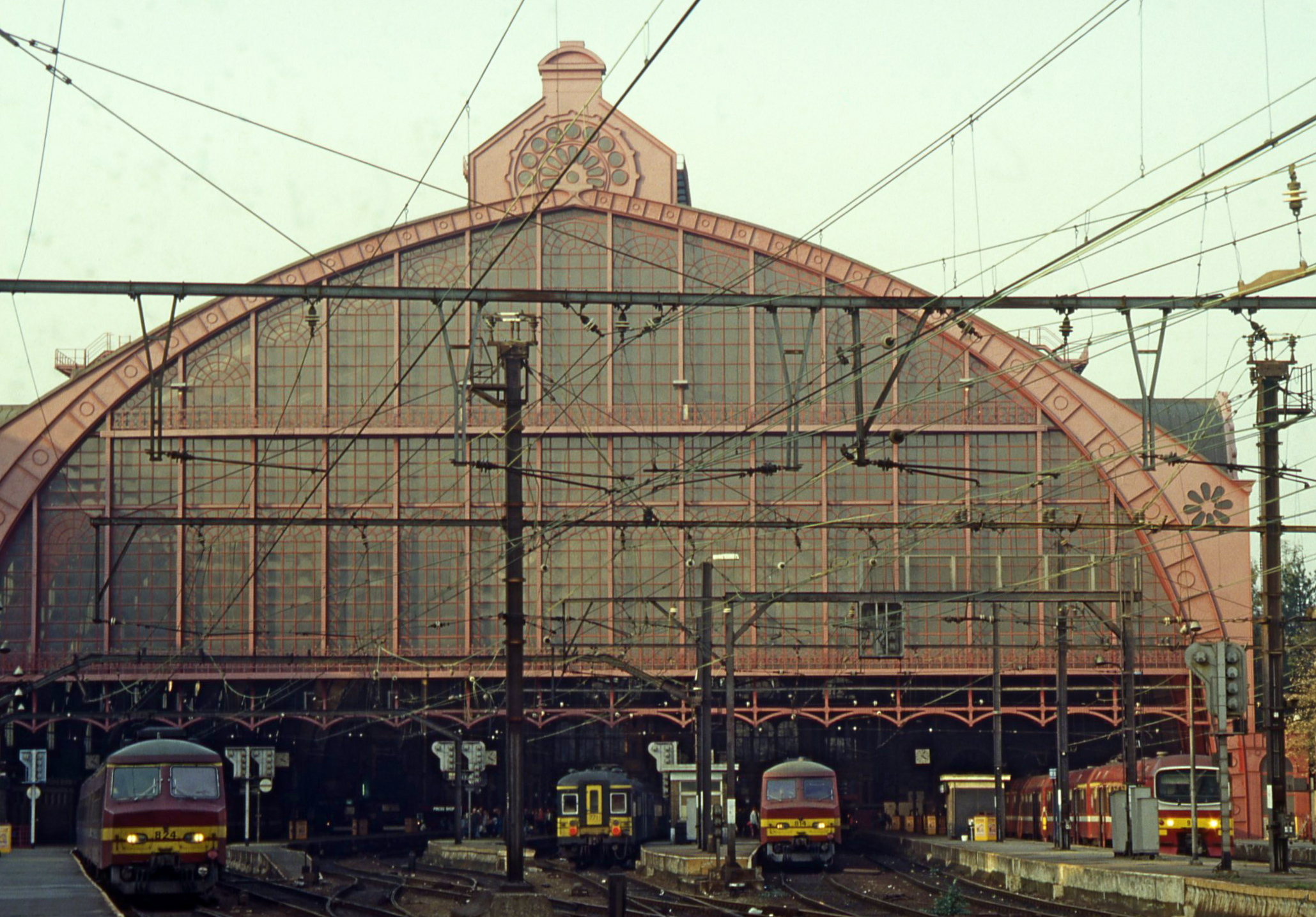
Außenansicht der Bahnhofshalle (1992)

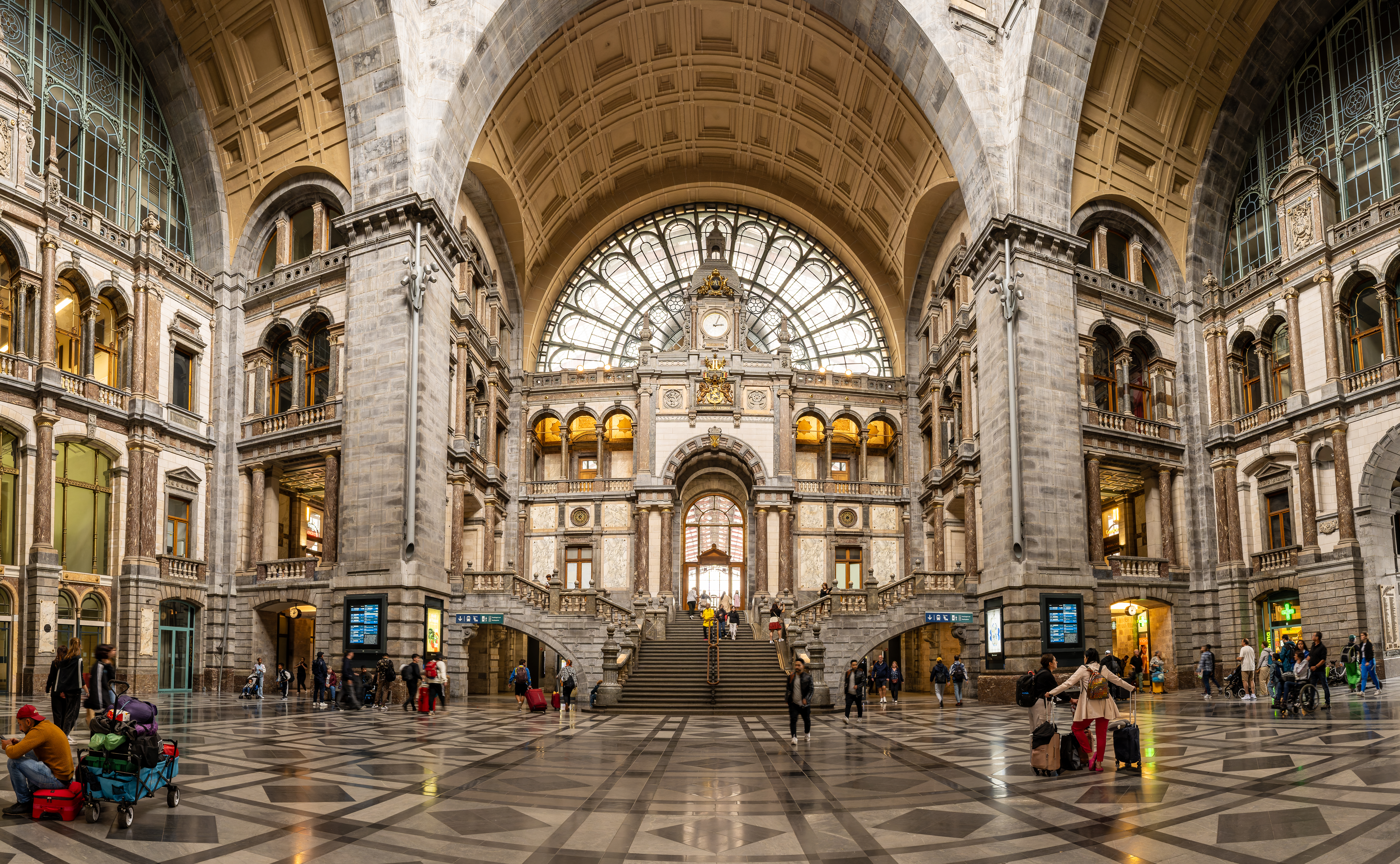
Große Eingangshalle

Die heutige Anlage aus den Jahren 1899 und 1905 erhielt eine 186 m lange und 66 m breite Bahnhofshalle aus Stahl nach einem Entwurf des Ingenieurs Clement Van Bogaert. Die Höhe von 43 m berücksichtigte die Abgase der Dampflokomotiven. Das steinerne Empfangsgebäude in eklektizistischem Stil stammt von Louis de la Censerie. Er ließ sich vom Bahnhof Luzern und dem Pantheon in Rom inspirieren. Wegen der dominierenden Kuppel (75 m hoch) wird das Gebäude im Volksmund Spoorwegkathedraal (= Eisenbahnkathedrale) genannt. Eröffnet wurde der Bahnhof am 11. August 1905 unter dem Namen Antwerpen-Centraal. Den freiwerdenden Namen Antwerpen-Oost erhielt nun ein Haltepunkt an der Ostumfahrung.
Mitte des 20. Jahrhunderts war der Bahnhof baulich in einem sehr schlechten Zustand. Der kalkhaltige Vinalmontstein, aus dem die Kuppel errichtet ist, begann sich zu zersetzen. 1953 lösten sich erste Steine, 1957 wurde sogar ein Fahrgast von einem herabfallenden Stein getroffen. Der Abriss des Gebäudes wurde in den 1960er Jahren erwogen, es erhielt aber Denkmalschutz und wurde ab 1993 grundlegend renoviert.

## Nord-Süd-Verbindung

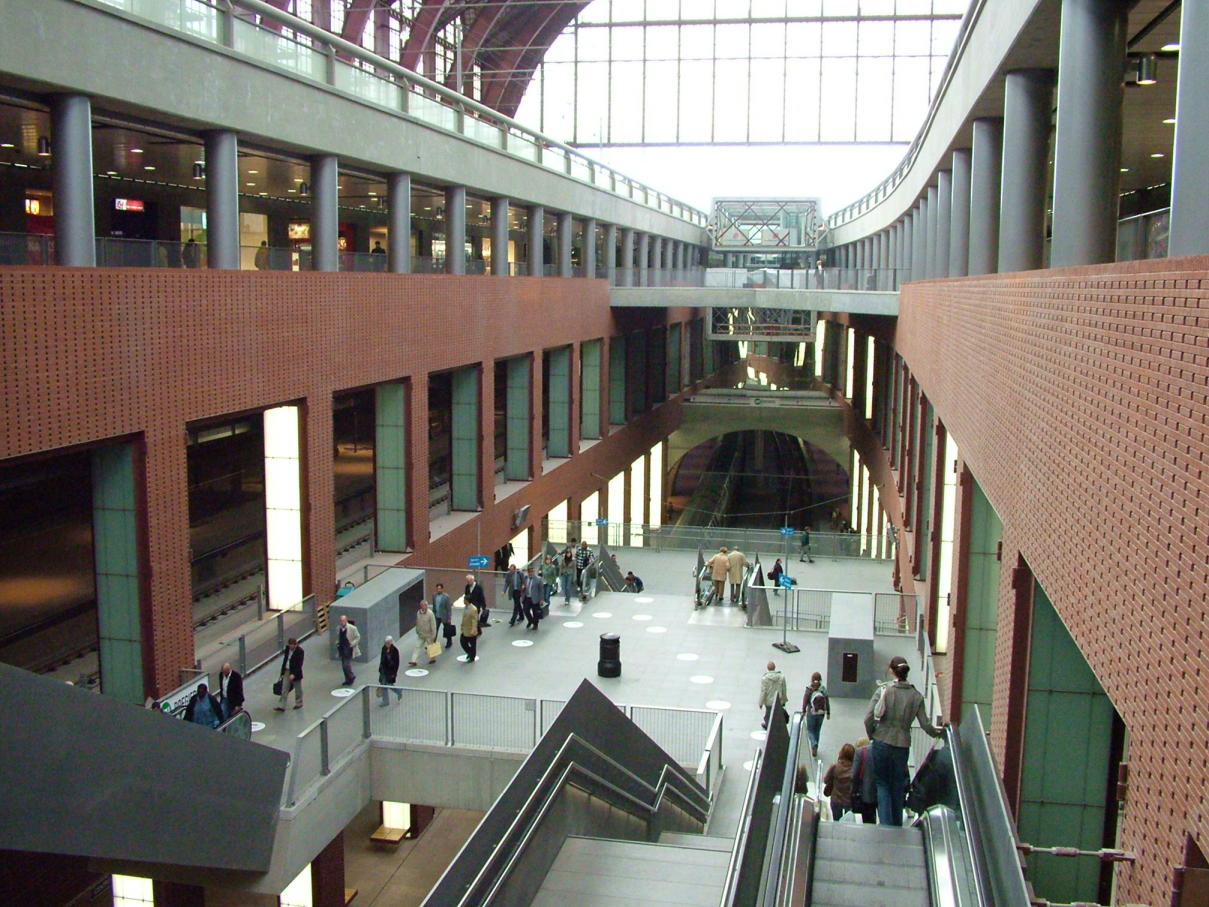
Der neuere Teil des Bahnhofes, Zugang zu den Fernstrecken im Untergeschoss

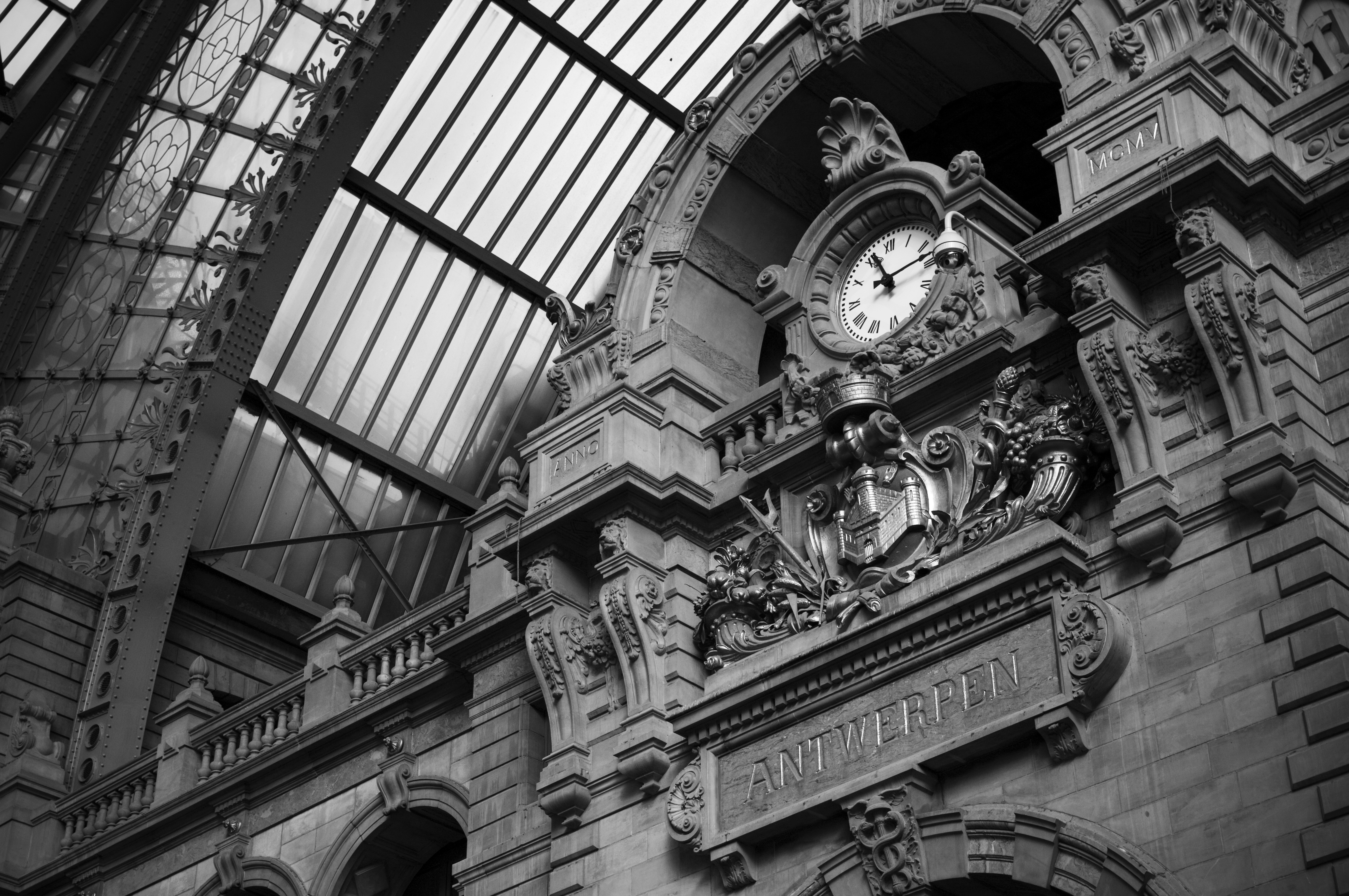
Alte Bahnhofsuhr

Der historische Kopfbahnhof mit zehn Gleisen stieß um die Jahrtausendwende an seine Kapazitätsgrenzen. Es gab zu wenige Gleise und die Bahnsteige waren zu kurz. Auch das Kopfmachen der Züge senkte die Kapazität.
Nachdem das Zugangebot mit der Verkehrsnachfrage aufgrund der Kapazitätsprobleme nicht hatte Schritt halten können, wurden Pläne für einen Umbau des Bahnhofs entwickelt. Der Bahnhof wurde bei dem Umbau umfassend umgestaltet, der Bahnbetrieb wird nun auf drei Ebenen abgewickelt: Von den zehn Kopfgleisen im Obergeschoss (Ebene +1) blieben je drei an beiden Seiten erhalten. Neu sind zwei Untergeschosse; das erste Untergeschoss (Ebene −1) erhält vier Kopfgleise, das zweite Untergeschoss (Ebene −2) vier Durchfahrtsgleise. Ab Mai 1998 wurde an der Nord-Süd-Verbindung gearbeitet, die die Stadt und den Bahnhof unterquert. Der zweiröhrige Tunnel ist mit 90 km/h befahrbar und erspart internationalen Zügen von Brüssel nach Amsterdam, auch den Hochgeschwindigkeitszügen auf den Schnellfahrstrecken HSL 4 und HSL-Zuid (Schnellfahrstrecke Schiphol–Antwerpen), ein Kopfmachen in Antwerpen-Centraal. Der unterirdische Bahnhofsteil wurde am 23. März 2007 eröffnet. Die vier Ebenen des Bahnhofs werden mit 40 Aufzügen und 48 Rolltreppen verbunden. Das imposante Empfangsgebäude blieb in Form und Funktion unverändert erhalten.

## Sonstiges
Der Bahnhof ist eine beliebte Kulisse für eine Vielzahl von Spielfilmen geworden. Ein bekanntes Beispiel ist die Anfangsszene von De zaak Alzheimer mit der Ankunft des Serienmörders Ledda aus Frankreich.
2009 entstand bei einem inszenierten Flashmob ein Musikvideo mit dem Lied „Do-Re-Mi“ aus dem Rodgers- und Hammerstein-Musical The Sound of Music, das schnell zu einem sogenannten „viralen“ Video im Internet wurde. Teile des Videos tauchen auch im Flashmob-Video E.L.O. (Electric Light Orchestra) All Over The World auf.
Als König Leopold II. 1905 bei der Eröffnung den Bahnhof das erste Mal sah, fiel ihm dessen offensichtliche Größe auf. Seine Reaktion darauf war: C’est une petite belle gare („Das ist ein netter, kleiner Bahnhof“).
Nach einer Untersuchung von Newsweek ist es der viertschönste Bahnhof der Welt.

## Verkehr
Stand: Fahrplanperiode 10. Dezember 2017 bis 8. Dezember 2018
| Linie                        | Verlauf | Takt Mo–Fr                                      | Takt Sa, So                                                       |
| ---------------------------- | --- | ----------------------------------------------- | ----------------------------------------------------------------- |
| EST (Eurostar International) | Paris-Nord – Brüssel-Süd – Antwerpen-Centraal – Rotterdam Centraal – Flughafen Schiphol – Amsterdam Centraal | 60 min mit Lücken                               | 60 min mit Lücken                                                 |
| EST (Eurostar International) | Lille-Europe – Brüssel-Süd – Antwerpen-Centraal – Rotterdam Centraal – Flughafen Schiphol – Amsterdam Centraal | 1 Zug/Tag Freitag nur nach Amsterdam            | 1 Zug/Tag nur sonntags                                            |
| IC 02                        | Oostende – Brugge – Gent-Sint-Pieters – Gent-Dampoort – Lokeren – Sint-Niklaas – Antwerpen-Berchem – Antwerpen-Centraal | 60 min                                          | 60 min                                                            |
| IC 04                        | Antwerpen-Centraal – Antwerpen-Berchem – Sint-Niklaas – Lokeren – Gent-Dampoort – Gent-Sint-Pieters – Kortrijk, Zugtrennung, Teil 1: – Ypern – Poperinge; Teil 2: – Mouscron – Lille-Flandres                                         | 60 min                                          | 60 min                                                            |
| IC 05                        | Charleroi-Central – Nivelles – Brüssel-Süd – Brüssel-Central – Brüssel-Nord – Mechelen – Antwerpen-Berchem – Antwerpen-Centraal – Antwerpen-Luchtbal – Essen                                                                          | 60 min                                          | –                                                                 |
| IC 07                        | Charleroi-Central – Nivelles – Brüssel-Süd – Brüssel-Central – Brüssel-Nord – Mechelen – Antwerpen-Berchem – Antwerpen-Centraal – Antwerpen-Luchtbal – Antwerpen-Noorderdokken                                                        | 60 min                                          | –                                                                 |
| IC 08                        | Antwerpen-Centraal – Antwerpen-Berchem – Mechelen – Flughafen Brüssel-Zaventem – Leuven – Hasselt (– Tongern einzelne Fahrten) | 60 min Antwerpen–Hasselt/Tongern                | Sa: 60 min So: 60 min bis Leuven, jeder 2. Zug nach Hasselt       |
| IC 09                        | Antwerpen-Centraal – Antwerpen-Berchem – Lier – Aarschot (– Leuven oder – Hasselt – Tongern – Liège-Saint-Lambert – Liège-Guillemins)                                                                                                 | 60 min Antwerpen–Leuven                         | 60 min Antwerpen–Liège                                            |
| IC 10                        | Antwerpen-Centraal – Antwerpen-Berchem – Lier – Herentals – Mol, Zugtrennung, Teil 1: – Hamont, Teil 2: – Hasselt | 60 min                                          | Sa: 60 min So: 60 min nur jeder 2. Zug führt Zugteil nach Hasselt |
| IC 22                        | Antwerpen-Centraal – Antwerpen-Berchem – Mechelen – Brüssel-Nord – Brüssel-Central – Brüssel-Süd (– Braine-le-Comte – La Louvière – Binche)                                                                                           | 60 min nur Antwerpen–Brüssel                    | 60 min Antwerpen–Binche                                           |
| IC 28                        | Antwerpen-Centraal – Antwerpen-Berchem – Sint-Niklaas – Lokeren – Gent-Dampoort – Gent-Sint-Pieters – Lichtervelde – De Panne | 60 min                                          | –                                                                 |
| IC 30                        | Antwerpen-Centraal – Antwerpen-Berchem – Lier – Herentals – Turnhout | 60 min                                          | 60 min                                                            |
| IC 31                        | Antwerpen-Centraal – Antwerpen-Berchem – Mechelen – Brüssel-Nord – Brüssel-Central – Brüssel-Süd (– Nivelles – Charleroi-Sud) | 60 min nur Brüssel–Antwerpen                    | 60 min Antwerpen–Charleroi                                        |
| IC 35                        | Brüssel-Süd – Brüssel-Central – Brüssel-Nord – Flughafen Brüssel-Zaventem – Mechelen – Antwerpen-Berchem – Antwerpen-Centraal – Breda – Rotterdam Centraal (– Flughafen Schiphol – Amsterdam Centraal oder – Den Haag Hollands Spoor) | 60 min 4 Züge/Tag nach Den Haag statt Amsterdam | 60 min 4 Züge/Tag nach Den Haag statt Amsterdam                   |
| L 23                         | Antwerpen-Centraal – Antwerpen-Berchem – Lier – Aarschot – Leuven | 60 min                                          | 60 min                                                            |
| S 1                          | Antwerpen-Centraal – Antwerpen-Berchem – Mechelen – Schaerbeek/Schaarbeek – Brüssel-Nord – Brüssel-Central – Brüssel-Süd (– Braine-l’Alleud – Nivelles)                                                                               | 30 min Antwerpen–Nivelles                       | Sa: 30 min Antwerpen–Nivelles So: 60 min nur Antwerpen–Brü.-Süd   |
| S 32                         | Puurs – Antwerpen-Zuid – Antwerpen-Berchem – Antwerpen-Centraal – Antwerpen-Luchtbal – Antwerpen-Noorderdokken – Essen (– Roosendaal umsteigen in Essen)                                                                              | 30 min nur Puurs–Essen                          | 60 min nur Puurs–Essen                                            |
| S 33                         | Antwerpen-Centraal – Antwerpen-Berchem – Lier – Herentals – Mol | 60 min                                          | –                                                                 |
| S 34                         | Antwerpen-Centraal – Antwerpen-Berchem – Antwerpen-Zuid – Sint-Niklaas – Lokeren | 60 min                                          | –                                                                 |
| S 53                         | Antwerpen-Centraal – Antwerpen-Berchem – Antwerpen-Zuid – Sint-Niklaas – Lokeren – Gent-Dampoort – Gent-Sint-Pieters | –                                               | 60 min                                                            |
| P                            | verschiedene Verstärkerfahrten | HVZ                                             | –                                                                 |
| ICT                          | verschiedene Fahrten von/zu touristischen Orten | Touristensaison                                 | Touristensaison                                                   |

## Film
- Bahnhofskathedralen – Europas Reise-Paläste. Antwerpen. (OT: Gares d’Europe, les temples du voyage. Anvers.) Dokumentarfilm, Frankreich, 2018, 43:07 Min., Buch und Regie: Jeremy J. P. Fekete, Produktion: Yuzu Productions, arte France, ServusTV, Reihe: Bahnhofskathedralen – Europas Reise-Paläste (OT: Gares d’Europe, les temples du voyage), Erstsendung: 25. Oktober 2018 bei arte, Inhaltsangabe von ARD.[6] Auf SWR – Eisenbahnromantik Folge 984 (ESD: 7. Februar 2020)[7]